# Lesní bratři
Lesní bratři (est. metsavennad, lit. miško broliai, lot. mežabrāļi) byli estonští, litevští a lotyšští protikomunističtí partyzáni aktivní v průběhu a po skončení druhé světové války. Název lesní bratři se poprvé objevil už během revolučních událostí v Rusku v roce 1905. Podobné protisovětské jednotky bojovaly během války také v Polsku, Rumunsku a na západní Ukrajině.

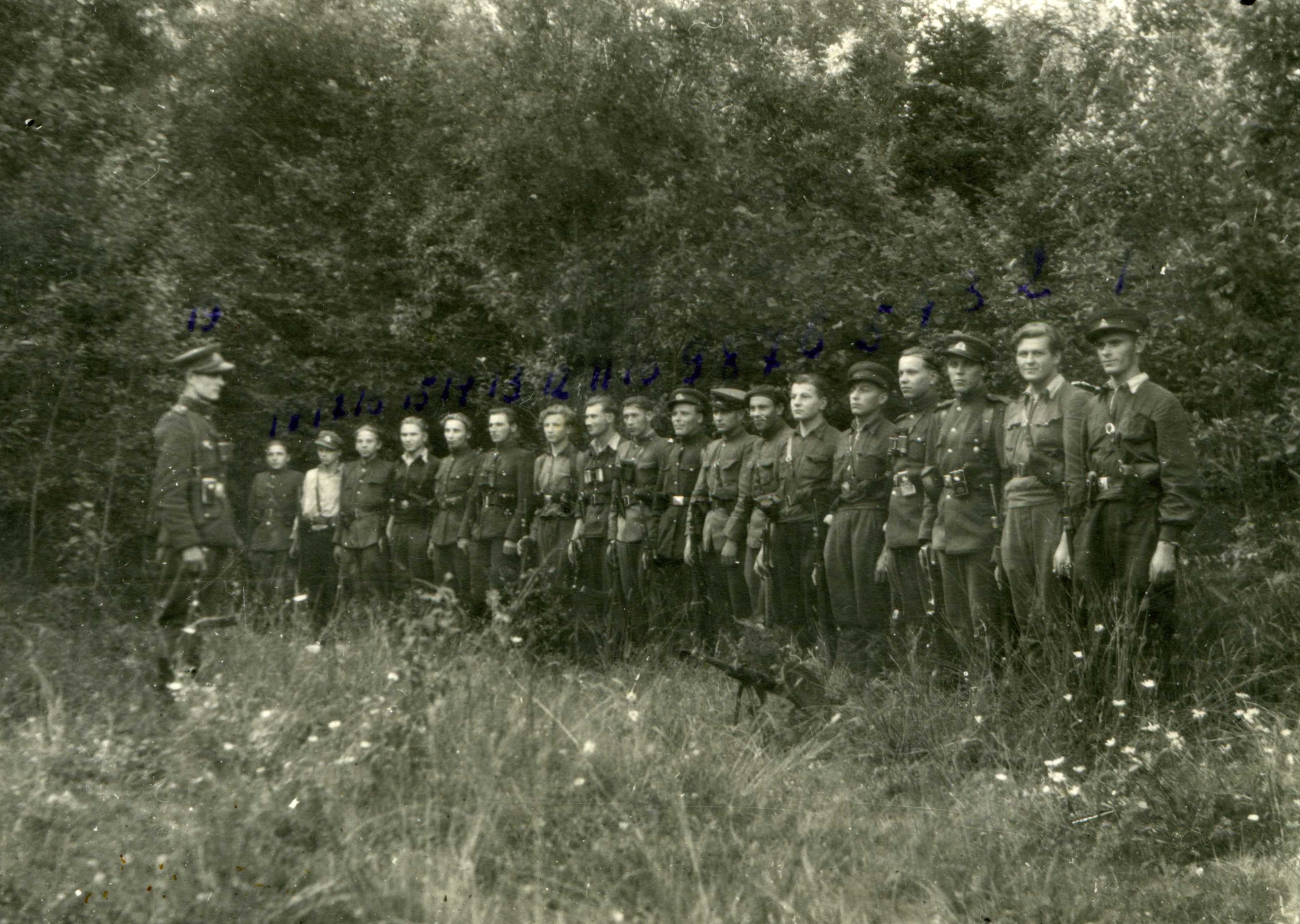
Lesní bratři v Litvě – operovali mezi 40. a 50. léty minulého století.

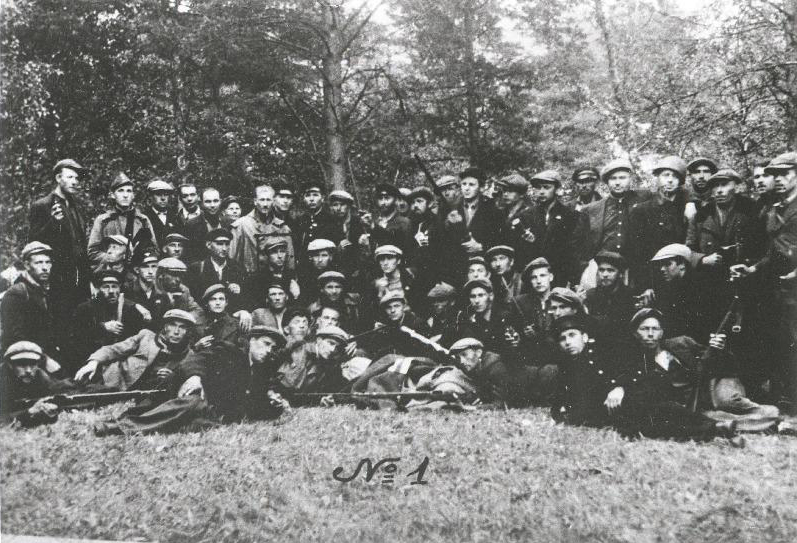
Estonští lesní bratři. Tato jednotka byla zničena v roce 1950.

Lesní bratři podnikali ozbrojené akce proti Rudé armádě v období sovětské okupace těchto tří nezávislých pobaltských republik v letech 1940–1941, poté po německé okupaci opět od roku 1944 až do roku 1953. S tím, jak se v tomto období stalinistické represe zintenzivňovaly, rostl počet členů těchto skupin. V té době dosáhl celkový počet ve všech třech zemích více než 170 000 obyvatel,[zdroj?] využívajících silně zalesněnou krajinu jako přírodní základnu k odporu proti okupantům.
Sovětské orgány lesním bratrům po Stalinově smrti nabídly amnestii. V menším rozsahu pokračoval odpor až do roku 1978, kdy byl objeven a při pronásledování zemřel poslední estonský příslušník hnutí August Sabbe. Poslední lotyšský lesní bratr Jānis Pīnups se skrýval v lesích až do úplného odsunu ruských jednotek z lotyšského území roku 1995.